# Sturmtiger
Sturmtiger byl německý samohybný raketomet, který se vyráběl za druhé světové války. Počátek jeho vzniku je datován na přelom let 1942-1943, kdy po bitvě u Stalingradu bylo zřejmé, že armáda potřebuje účinnou zbraň na likvidaci budov a opevnění, které sloužily k obraně měst. Výsledkem byl stroj, jenž byl osazen vrhačem raketových střel RW-61, který byl původně určen pro bitevní lodě jako protiponorková zbraň. Podvozek byl vzhledem k hmotnosti munice užit z těžkého tanku Tiger I. Nábojem byla 1,4 metru dlouhá raketa, která měla vlastní motor. S touto raketou vážící 345 kg bylo manipulováno prostřednictvím minijeřábu. Do věže obrněnce se vešlo 16 kusů těchto raket do úložných prostor a jedna raketa na „válečkový“ dopravník a výjimečně ještě jedna byla vložena v hlavni. Do sériové výroby se Sturmtiger dostal až na jaře roku 1944. Jeho oficiální název zněl „38cm Rakettenwerfer RW 61 auf Sturmmörser Tiger“, který lze přeložit jako „38cm raketomet RW 61 na Útočném moždíři Tiger“.
Celkem bylo vyrobeno pouhých 18 kusů.
Sturmtigery byly nasazeny zejména na západní frontě, bojovaly například v bitvě v Ardenách. Použity byly také při potlačení Varšavského povstání.